# 亀山 (武漢)
亀山（きさん/きざん、中: 龟山、 拼音: Guī Shān）は中国湖北省武漢市漢陽区にある標高が90.02 mの山である。月湖と古琴台の東側、漢水の南側、長江と晴川閣の西側に位置し、山頂を中心とする山域は亀山公園として無料開放されている。

## 公園内施設
- 亀山電視塔（龟山电视塔 または 武汉电视塔） - 1980年12月31日に起工し、1986年10月に完工・一般開放されたテレビ塔。塔高221.2 mで、海抜塔高は311.4 mである[1]。

- 亀山三国城（龟山三国城） - 1992年に開館した三国志の世界を表現した展示館。現在は閉館している[3]。

## アクセス
- 亀山公園西口
  -  6 武漢地下鉄6号線琴台駅出口Aより250 m、徒歩3分。
  - 武漢市営バス・「鸚鵡大道地下鉄琴台」停留所より460 m、徒歩6分。
- 亀山公園南口
  - 武漢市営バス・「長江大橋漢陽橋頭」停留所より180 m、徒歩2分。
- 亀山公園東口
  - 武漢市営バス・「濱江大道晴川閣」停留所より268 m、徒歩3分。